# اقتصاد موناكو
يعتمد اقتصاد موناكو على السياحة والأعمال المصرفية. تقع موناكو على الساحل الفرنسي للبحر الأبيض المتوسط وتُعتبر بأنها من المنتجعات الشهيرة التي تجتذب السياح إلى كازينوهاتها ومناخها الجميل. سعت هذه الإمارة بنجاح إلى تنويع الخدمات والصناعات الصغيرة التي تتميز بأنها لا تسبب التلوث بالإضافة إلى كونها ذات قيمة مضافة كبيرة. لا يوجد فيها ضريبة على الدخل وضرائب على الأعمال المنخفضة وتزدهر بكونها ملاذًا ضريبيًا للأفراد المقيمين فيها وللشركات الأجنبية التي أسست أعمالًا تجارية ومكاتبًا خاصة بها. تحتكر الدولة السوق في العديد من القطاعات منها التبغ وشبكات الهواتف والخدمة البريدية.
على الرغم من عدم نشر الإحصائيات الاقتصادية الرسمية، لكن تخمينات عام 2011 تشير إلى أن الناتج المحلي يبلغ 5.748 مليار دولار، أما معدل دخل الفرد فيبلغ 188.409 بينما بلغ معدل البطالة 2% في عام 2012.
تصل مستويات المعيشة إلى حدود مرتفعة يمكن مقارنتها تقريبيًا بالمناطق الحضرية المزدهرة في فرنسا. لا تنشر موناكو أرقام الدخل الوطني؛ وتعتبر التخمينات صعبة للغاية.

## الخلفية
ازدهرت التنمية الاقتصادية في أواخر القرن التاسع عشر مع افتتاح خط السكك الحديدية إلى فرنسا وكازينو مونت كارلو. يتجه اقتصاد موناكو الآن بشكل رئيسي نحو التمويل والتجارة والسياحة.

## العصر الحديث

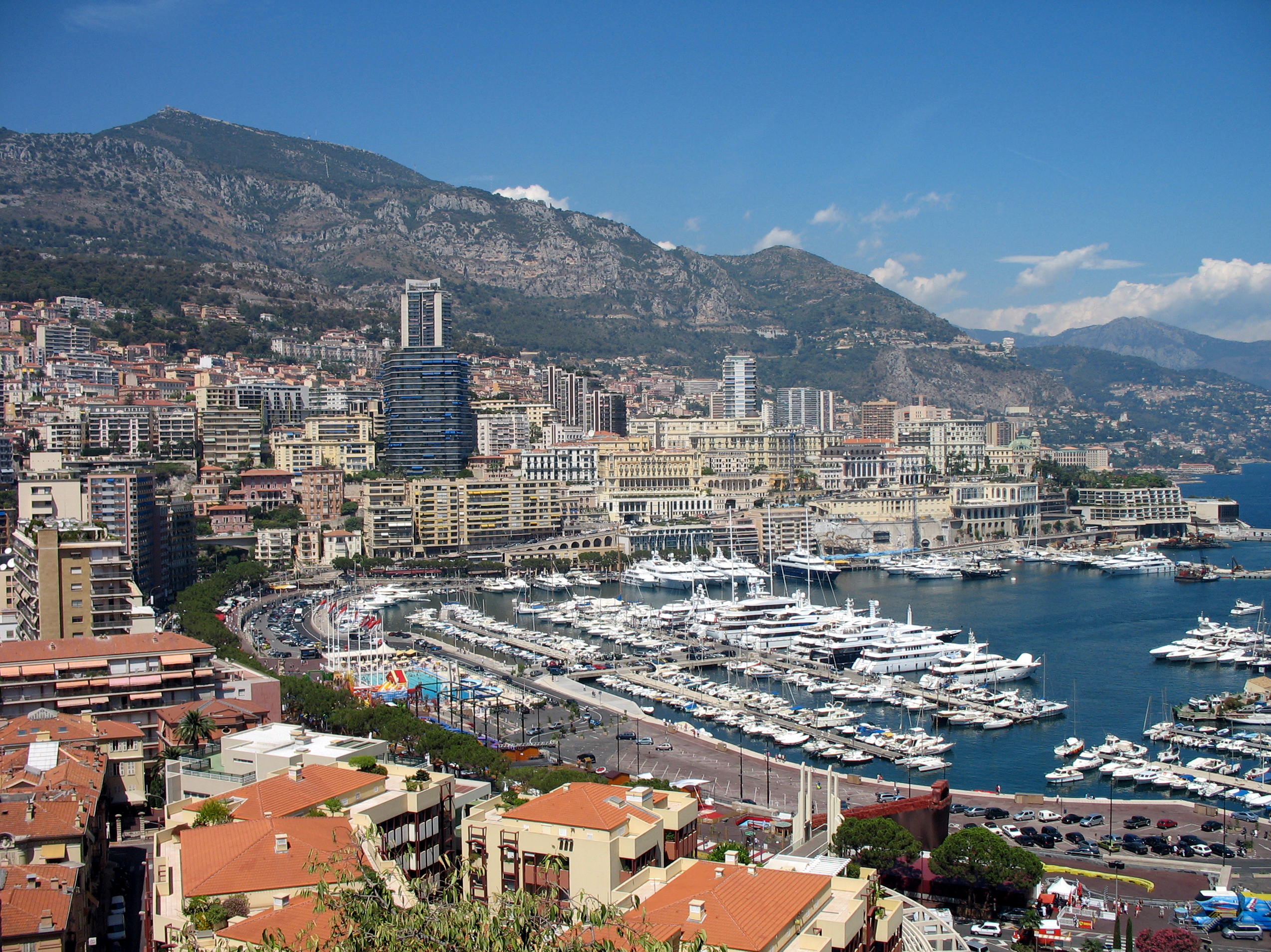
منظر لموناكو والميناء وأجزاء من مونت كارلو

اجتذبت الضرائب المنخفضة العديد من الشركات الأجنبية إلى موناكو وشكلت 75% من إجمالي دخل الناتج المحلي السنوي لعام 2011 والذي بلغ قدره 5.748 مليار دولار أميركي. وعلى نحو مشابه، تشكل السياحة ما يبلغ نحو 14% من الإيرادات السنوية نظرًا لأن إمارة موناكو تُعتبر مركزًا رئيسًا للسياحة منذ انطلاقة كازينو مونت كارلو الشهير الذي تأسس في عام 1856. أشارت فرقة آبا الموسيقية إلى الكازينو في أغنية تحمل عنوان «المال، المال، المال».
تساهم الأنشطة المالية والتأمينية جنبًا إلى جنب مع الأنشطة التكنولوجية والعلمية بقسم كبير من إجمالي الناتج المحلي لموناكو. يعتبر قطاع المصارف في موناكو بأنه كبير نسبيًا؛ ففي عام 2015، تخطت الأصول البنكية المجمعة إجمالي الناتج المحلي في البلد بمقدار 8.42 ضعف. تختص البنوك التي تعمل في موناكو بالخدمات المصرفية الخاصة والأصول وخدمات إدارة الثروات. يُدير الاتحاد الاقتصادي والجمركي مع فرنسا الجمارك والخدمات البريدية والاتصالات والأعمال المصرفية في موناكو. استخدمت موناكو الفرنك الفرنسي قبل اليورو. تُعتبر موناكو بأنها جزء من منطقة اليورو وليس الاتحاد الأوروبي وتقوم بصك عملتها الخاصة من اليورو.
يدفع كل المواطنون ضريبة على شكل ضريبة قيمة مضافة تبلغ 19.6% على كل البضائع والخدمات. تشتهر موناكو بنشاطها في مجال العلوم البحرية. يُعد مجتمع موناكو لعلوم المحيطات، الذي أداره سابقًا جاك إيف كوستو، من أشهر المنشآت من نوعه في العالم. تتمتع موناكو بحركة صادرات وواردات إلى كل أنحاء العالم ويشمل ذلك البضائع والخدمات. لا توجد أي زراعة تجارية في موناكو بل تعتبر بأنها حضرية بنسبة 100%.

## الملاذ الضريبي
لا تفرض موناكو ضريبة دخل على أفرادها. اجتذب غياب ضريبة الدخل الشخصي في الإمارة عددًا كبيرًا من «لاجئي الضرائب» المقيمين الأثرياء من البلدان الأوروبية ممن يكسبون معظم دخلهم من نشاطهم خارج موناكو؛ فالمشاهير أمثال سائقي الفورمولا 1 يجذبون معظم الانتباه، بينما يشكل رجال الأعمال الأقل شهرة الغالبية العظمى منهم.
في عام 2002، ادعى تقرير البرلمانيين الفرنسيين آرنو مونتبورغ وفانسان بيليون أن لموناكو سياسات متساهلة بخصوص غسيل الأموال بما يشمل كازينو مونت كارلو الشهير فيها، وأن حكومة موناكو قد ضغطت سياسيًا على القضاء وبناء على ذلك لم يتم التحقيق بالجرائم المزعومة بالشكل المناسب.